# エマ理永
エマ理永（エマ りえ）は、愛知県出身のウェディングドレスデザイナー。株式会社EMCreationを設立し、ブランド「エマリーエ（EMARIE）」を展開する。2017年までは松居エリとして活動していた。旧ブランド「エリ松居」は株式会社松枝衣裳店総本店が継続して運営しているが、エマ理永は関与していない。

## 来歴
愛知県生まれ。愛知県立旭丘高等学校美術科から、武蔵野美術短期大学工芸デザイン科卒業。1983年に渡米、ウィリアム・レイニー・ハーパー・カレッジ（Harper College）ファッションデザイン科にて学ぶ。
1988年株式会社松枝衣裳店総本店で「エリ松居Japan」設立。1993年に渡仏し、1999年に帰国。東京コレクション参加。2007年〜2009年、東京造形大学非常勤講師を経て特任教授。
2013年に独立し、株式会社EMCreation 設立。2017年にデザイナー名もエマ理永に改名し、ブランド「エマリーエ」「EMarie」を発表。旧ブランド「エリ松居」は、株式会社松枝衣裳店総本店が継続して運営しているが、エマ理永は関与していない。

## 活動
2005年〜2007年、スペース・クチュールコンテスト実行委員会委員長。宇宙ウェア開発ユニット（JAXA宇宙航空研究開発機構）、宇宙オープンラボ 宇宙ビジネス提案 選定ユニット）ユニットリーダー。
■コレクション・ショー
１９９０　■「曲面、数学的、幾何学的造形」  
　　　　　■「位相幾何学、トポロジー的造形 —トポロジスト 圓山憲子博士とのコラボレーション     
２０００　■「数学コンピュータソフト  ＜MATHEMATICA＞とのコラボレーション」                
　　　　　■「脳・心・コンピュータ＆ファッション —理化学研究所脳科学総合研究センター　　　　
　　　　　　ブレインウェイ・グループ・グループ・ディレクター 松本元博士とのコラボレーション」
２００１　■「共鳴 or 侵食 —身体からコンピュータ内の身体へ、すなわち仮想の身体へ—CGチームGAグラフィックス原田慎吾氏とのコラボレ-ション
　　　　　■「想起が生む時間。不在の服。—映像作家 真木雄一氏とのコラボレーション」      
２００２　■「変貌するエロティックな非生命体 一つの細胞から始まる生命体/実体なき実体」
　　　　　■ 「衣—弓道　作法、型に沿うことで解き放たれる自由な衣、弓道　                                
２００３　■「永遠なる瞬間 —過去・現在・未来を螺旋するフォルム、ウエディング・ドレス」
　　　　　■「ヒューマノイド—情動 —情動を持つ人口知能、逆説的な人間性の想起　　　　                    
２００４　■「ムゲンへの感触—視覚認知科学者 ハルト J・バントンダ博士とのコラボレーション」
２００８ ■「思考する服 —服は思考する。—映像作家 大原勲氏 プロダクトデザイナー川原万一氏とのコラボレーション」    
２０１０　■「数理工学、アート、そしてファッション—東京大学生産技術研究所教授 合原一幸博士、ビジュアル・アーティスト木本圭子氏とのコラボレーション」
２０１１  ■ Worldsleep 国際睡眠学会にて、時間生物学研究者Anna Wirz-Justice PhD　スイス・バーゼル大学　時間生理学、神経科学　本間さと博士　北海道大学
　　　　　■東京スイーツコレクション  パティシエ１２人とのコラボレーション大橋氏　辻口氏　   鎧塚氏etc. 
２０１６　■本当の花嫁さんのファッションショー 　パークハイアットホテル  
２０１８　■本当の花嫁さんのファッションショー グランドハイアットホテル
２０１９　■人間知能と人間の感性の融合による新しい価値の創出　AI  理化学研究所AIP 東京大学IRCNとのコラボレーション
■アート展
２００２　■「『芸術と医学』展 —メタファーとしての医学— 感覚する服 —」/ NTTインターコミュニケーション・センター[ICC]（東京）
２００５　■「『世界の呼吸法 アートの呼吸 呼吸のアート』展」　/川村記念美術館（千葉）
　　　　　　「ファッション・ライブ 融点 = メルティング ポイント 呼吸 —呼吸しあう大気の中で混じ合う自己と他者。—映像作家 豊崎洋二氏とのコラボレーション　/川村記念美術館（千葉）2009　
　　　　　■「『自己+他者+他者』展 —映像作家 豊崎洋二氏とのコラボレーション」　/ギャラリーなつか（東京）

■その他の活動
２００５　■ 第56回国際宇宙会議福岡大会開会式に出品。　宇宙航空研究開発機構JAXA
　　　　　　関連イベント「宇宙フェア」にて、プラネタリウム「メガスター」内でのギャラクシー・ミニコレクションショーを開催。
２００６　■ フランスでの展示会「Rendez-vous femme」に出展。展示とミニ・コレクションショーのインスタレーション。
　　　　　■ 新橋演舞場での舞台「魔界転生」衣裳を担当。（ 原作：山田風太郎　脚本・演出：G2　制作：松竹株式会社　出演：中村橋之助、成宮寛貴、藤谷美紀 ほか）
　　　　　■ スペース・クチュール・デザインコンテスト 公開ショー形式最終審査会を同コンテスト委員長として主催　審査員長として最優秀デザイナー選考に参加。／東京大学本郷キャンパス 工学部2号館 フォーラムにて
２００８　■「あらたな工学的感性を養う教育プログラム シンポジウム —サイエンスとファッションの出会い（京都工芸繊維大学主催）」にパネリスト
２０１２　■IHES フランス高次数学研究所　IHES [MATHEMATICS&BEAUTY] GARA PARTY に招かれる　／フランス領事館　（ニューヨーク）
２０１３　■ブロードバンド・アソシエーション主催　クリエイターズサロンで講演　異分野交流から見えてくるクリエイト
２０１３　■SEEDS Conferenceに登壇
２０１６　■日本図学会　アジア図学会議で登壇　招待講演兼ADMC 審査員―東大駒場
２０１９　■数学セミナー　数学×ファッション〜複雑系とウエディングドレスから見る数理美ー東京ガーデンテラス紀尾井町
２０２１　■スタンフォード大学との提携の横浜市立大学データサイエンス学部 WiDS　データサイエンスのシンポジウムに登壇
　　　　　■スタンフォード大学によりベストスピーカーに選ばれる
　　　　　■日本科学未来館にてIRCNの展示にドレスを展示
２０２２　■東大駒場博物館にドレスを展示
　　　　　■サイエンスアゴラに出品
２０２３　■ICT CONNECT21水曜サロンに登壇　STEAM教育について、バンド活動　ケアレス神経細胞　作詞作曲　ボーカル

■メディア&プレス(海外)　関連文献／記事掲載
ec/art　　02_03 haute/couture&mathematiques/japan France
nature　　4 July 2002 Science in culture Natural style  Idea taken from science are proving to be fashionable.     U.K.
The New York Times　　May16,2006  Science Times  On the Runway:Spacewear Meant to Dazzle, 
Even in Zero Gravity     U.S.A.
The Guardian　　May 3 2006  Science Weight design for first astrobride     U.K.                                                                        math HORIZONS　September 2007 High Fashion goes Mathematical U.S.A.